# 第54回世界卓球選手権個人戦
第54回世界卓球選手権個人戦（英: Liebherr 2017 World Table Tennis Championships）は、2017年5月29日より6月5日までドイツ・デュッセルドルフで行われた、世界卓球選手権である。

## 概要
第54回世界卓球選手権個人戦は、2017年5月29日より6月5日までドイツ・デュッセルドルフで行われた。2015年4月に国際卓球連盟より発表された。ドイツ開催は2012年のドルトムント大会以来で6回目。会場はメッセ・デュッセルドルフで行われた。
混合ダブルスにおいて、吉村真晴・石川佳純組が日本勢では48年ぶりの金メダルを獲得した。

## 大会日程
|  | 本戦 |
|  | 決勝 |

| 日程           | 5月30日 | 5月31日 | 6月1日 | 6月2日 | 6月3日 | 6月4日 | 6月5日 |
| -------------- | ------- | ------- | ------ | ------ | ------ | ------ | ------ |
| 男子シングルス |         | R1      | R2     | R3     | R4     | R4, QF | SF, F  |
| 女子シングルス |         | R1, R2  | R3     | R4, QF | SF     | F      |        |
| 男子ダブルス   | R1      | R2      | R3     | QF     | SF     | F      |        |
| 女子ダブルス   | R1      | R2      | R3     | QF     |        |        | SF, F  |
| 混合ダブルス   | R1, R2  |         | R3, QF |        | SF, F  |        |        |

## メダル獲得者

### 国別総数
| 順    | 国・地域             | 金 | 銀 | 銅  | 計  |
| ----- | -------------------- | -- | -- | --- | --- |
| 1     | 中国                 | 4  | 3  | 2.5 | 9.5 |
| 2     | 日本                 | 1  | 1  | 3   | 5   |
| 3     | チャイニーズタイペイ | 0  | 1  | 0   | 1   |
| 4     | 韓国                 | 0  | 0  | 2   | 2   |
| 5     | 香港                 | 0  | 0  | 1   | 1   |
| 5     | シンガポール         | 0  | 0  | 1   | 1   |
| 7     | ドイツ               | 0  | 0  | 0.5 | 0.5 |
| Total | Total                | 5  | 5  | 10  | 20  |

### 結果
| 種目           | 金                | 銀                | 銅                      |
| -------------- | ----------------- | ----------------- | ----------------------- |
| 男子シングルス | 馬龍              | 樊振東            | 許昕                    |
| 男子シングルス | 馬龍              | 樊振東            | 李尚洙                  |
| 女子シングルス | 丁寧              | 朱雨玲            | 平野美宇                |
| 女子シングルス | 丁寧              | 朱雨玲            | 劉詩雯                  |
| 男子ダブルス   | 樊振東 許昕       | 森薗政崇 大島祐哉 | 丹羽孝希 吉村真晴       |
| 男子ダブルス   | 樊振東 許昕       | 森薗政崇 大島祐哉 | 鄭栄植 李尚洙           |
| 女子ダブルス   | 丁寧 劉詩雯       | 陳夢 朱雨玲       | 伊藤美誠 早田ひな       |
| 女子ダブルス   | 丁寧 劉詩雯       | 陳夢 朱雨玲       | 馮天薇 于夢雨           |
| 混合ダブルス   | 吉村真晴 石川佳純 | 陳建安 鄭怡静     | 方博 ペトリッサ・ゾルヤ |
| 混合ダブルス   | 吉村真晴 石川佳純 | 陳建安 鄭怡静     | 黄鎮廷 杜凱琹           |

## 日本代表
総監督は宮﨑義仁、男子監督は倉嶋洋介、女子監督は馬場美香
男子代表は水谷隼（6位）、丹羽孝希（11位）、松平健太（18位）、村松雄斗（28位）、張本智和（69位）、大島祐哉（22位）、森薗政崇（63位）、吉村真晴（30位）、田添健汰（119位）
女子代表は石川佳純（6位）、伊藤美誠（10位）、加藤美優（32位）、平野美宇（8位）、佐藤瞳（10位）、早田ひな（16位）、前田美優（66位）
種目別代表
- 男子シングルス(5名)　水谷隼、丹羽孝希、松平健太、村松雄斗、張本智和
- 女子シングルス(5名)　石川佳純、伊藤美誠、加藤美優、平野美宇、佐藤瞳
- 男子ダブルス(2組)　森薗政崇/大島祐哉、吉村真晴/丹羽孝希
- 女子ダブルス(2組)　石川佳純/平野美宇、伊藤美誠/早田ひな
- 混合ダブルス(2組)　吉村真晴/石川佳純、田添健汰/前田美優

### 男子シングルス
- 水谷隼 - 2回戦敗退
- 丹羽孝希 - ベスト8 - 自己最高位。
- 松平健太 - 1回戦敗退
- 村松雄斗 - ベスト32
- 張本智和 - ベスト8 - 史上最年少。

### 女子シングルス
- 石川佳純 - ベスト8 - 8年ぶり2度目のベスト8。
- 伊藤美誠 - ベスト16
- 加藤美優 - ベスト16
- 平野美宇 - 銅メダル - 女子シングルスでのメダル獲得は1969年ミュンヘン大会以来48年ぶり。
- 佐藤瞳 - ベスト32

### 男子ダブルス
- 森薗政崇/大島祐哉 - 銀メダル
- 吉村真晴/丹羽孝希 - 銅メダル

### 女子ダブルス
- 石川佳純/平野美宇 - ベスト16
- 伊藤美誠/早田ひな - 銅メダル

### 混合ダブルス
- 吉村真晴/石川佳純 - 金メダル - 2大会連続のメダル獲得。金メダル獲得は第30回世界卓球選手権（1969年ミュンヘン大会）の長谷川信彦/今野安子以来48年ぶり。
- 田添健汰/前田美優 - ベスト8

## 日本での放送
テレビ東京とTXN系列局とBSジャパンで放送。またテレビ東京を通じてインターネットでも無料で配信された。
テレビ東京では『テレビ東京スポーツ祭り』の一環として同時期に開催された全仏オープンテニスとあわせて放送した。当初はハイライトを放送し、6月3日から6月5日までは地上波での生中継であったが、全仏オープンテニスと試合時間が重なり生中継できない場合は録画により対応した。キャスターは福澤朗、秋元玲奈（テレビ東京アナウンサー）。また解説には試合を終えたばかりの平野美宇が女子ダブルスの準決勝、吉村真晴が男子ダブルスの決勝に招かれた。
J SPORTSでは独自の解説・実況で録画中継。